# 兴隆宫镇
兴隆宫镇，是中华人民共和国河北省廊坊市文安县下辖的一个乡镇级行政单位。

## 行政区划
兴隆宫镇下辖以下地区：
小郭庄村、大郭庄村、回回营村、北斗村、朱合村、四合村、付王店村、兴隆宫村、河北庄村、张村、宋家牌村、贾村、大龙华村、沙窝村、店子村、温庄村、小龙华村和夏村。